# Mi Jiujiang
Mi Jiujiang (en chinois 米久江), né le 8 mai 1992, est un coureur cycliste chinois, spécialiste du VTT.

## Biographie
Mi Jiujiang est arrivée au sport de compétition relativement tard. Il commence à s'entraîner sur son VTT alors qu'il étudie la médecine à Zunyi en 2014. En 2018, il se révèle en terminant quatrième du championnat de Chine de VTT, alors qu'il est encore amateur. L'année suivante, il participe au Cape Epic en Afrique du Sud, une course par étapes de VTT qu'il parvient à terminer. Il décroche un contrat de sponsor avec SCOTT Sports. 
La pandémie de covid-19 l'empêche pendant longtemps de faire d’autres apparitions internationales. Durant cette période, il termine troisième des championnats nationaux en 2022. En 2023, il participe pour la première fois à la Coupe du monde de VTT et remporte son plus grand succès à ce jour en remportant à domicile les Jeux Asiatiques en septembre de la même année.  Il fait don de la médaille à son ancienne université. L'année suivante, en 2023, il remporte la médaille de bronze aux championnats d'Asie. La fédération chinoise le sélectionne pour les Jeux olympiques de 2024 à Paris.

## Palmarès en VTT

### Jeux asiatiques
- Hangzhou 2022
  -  Médaillé d'or du cross-country

### Championnats d'Asie
- Thiruvananthapuram 2023
  -  Médaillé de bronze du cross-country
- Putrajaya 2024
  -  Médaillé d'or du relais mixte

### Championnats nationaux
- 2022
  - 3e du cross-country
- 2024
  -  Champion de Chine de cross-country